# Gouverneur d'Angaur
La fonction de gouverneur d'Angaur est créée par l’article 9, section 1 de la constitution de l'État éponyme.

## Éligibilité
Pour être gouverneur d'Angaur, il faut :
- avoir au moins 30 ans ou plus au moment de son élection ; et
- être un citoyen d'Angaur.

## Fonctions
Le gouverneur promulgue les lois et dispose d'un droit de véto sur celles-ci. Il nomme également les officiers de l'exécutif
.

## Résidence
Durant son mandat, le gouverneur doit résider dans l’État.

## Gouverneurs successifs
| Nom                  | Début de mandat  | Fin de mandat    | Remarques                                            |
| -------------------- | ---------------- | ---------------- | ---------------------------------------------------- |
| Esteban Augustine    | ca. 1984         | ca. 1989         |                                                      |
| Abel Suzuki          | ca. 1989         | 1992             |                                                      |
| Theodosia Blailes    | 1992             | 1996             | Il s'agit de la première femme gouverneur.           |
| Arkagius Orak Yamada | 1997             | 1999             |                                                      |
| Vincent Ben Roberto  | 2000             | 2002             | Il est né en 1943 et décédé en 2008.                 |
| Horace N. Rafael     | 2003             | 31 décembre 2008 | Il est né en 1959 et décédé en 2013.                 |
| Steven Salii         | 1er janvier 2009 | 31 décembre 2010 |                                                      |
| Maria Gates-Meltel   | 1er janvier 2011 | 31 décembre 2014 | Elle est la deuxième femme à exercer cette fonction. |
| Marvin Ngirutang     | 1er janvier 2015 | 31 décembre 2016 |                                                      |
| Kenneth T. Uyehara   | 1er janvier 2017 | en cours         |                                                      |

## Sources